# Solenopsis maxillosa
Solenopsis maxillosa es una especie de hormiga del género Solenopsis, subfamilia Myrmicinae.

## Distribución
Esta especie se encuentra en Papúa Nueva Guinea.